# Quaker gun
Pour les articles homonymes, voir Quaker (homonymie).

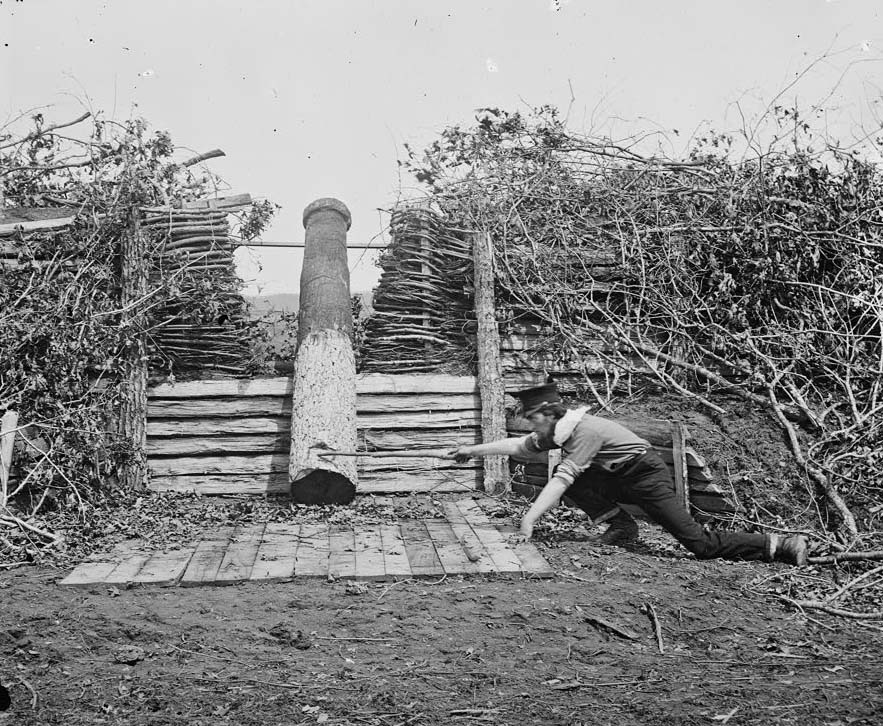
Un Quaker gun près de Centreville, durant la guerre de Sécession.

Un Quaker gun est un canon factice simplement constitué d'un rondin de bois, généralement peint en noir, couramment utilisé au cours des guerres des XVIIIe et XIXe siècles, dans le but de tromper l'ennemi. Son nom vient de la Société religieuse des Amis — aussi connue sous le nom de Quakers —, qui utilisait cette tromperie pour intimider les ennemis sans avoir recours à la violence, à laquelle elle était opposée.
Cette tromperie a notamment été utilisée durant la guerre d'indépendance américaine et la guerre de Sécession, peu durant la Seconde Guerre mondiale.